# El Regne de Déu és dins vostre
El Regne de Déu és dins vostre (en rus previ a la reforma: Царство Божіе внутри васъ; en rus posterior a la reforma: Царство Божие внутри вас) escrit per Lev Tolstoi. És un tractat filosòfic anarquista cristià, el llibre es va publicar per primera vegada a Alemanya el 1894 després de ser prohibit al seu país natal, Rússia. És la culminació de 30 anys de pensament de Tolstoi, i planteja una nova organització de la societat basada en una interpretació del cristianisme centrada en l'amor universal.
El Regne de Déu és dins vostre és un text clau per als defensors tolstoians de la no-violència, de la resistència no-violenta i del moviment anarquista cristià.